# 納蘭哈爾
25°58′23″S 55°11′22″W / 25.97306°S 55.18944°W
納蘭哈爾（西班牙語：Naranjal），是巴拉圭的城鎮，位於該國東部，由上巴拉那省負責管轄，距離東方市83公里和亞松森363公里，始建於1990年7月26日，海拔高度290米，2002年人口11,921。